# Jean Lechantre
Jean Lechantre (* 13. Februar 1922 in Taintignies, heute Teil der belgischen Gemeinde Rumes; † 12. Februar 2015 in Lille) war ein französischer Fußballspieler und -trainer belgischer Herkunft.

## Spielerkarriere

### In seinen Vereinen
Der Belgier Jean Lechantre spielte während seiner gesamten Laufbahn bei lediglich zwei Vereinen in unmittelbarer Nachbarschaft seines Geburtsortes – aber eben jenseits der Grenze in Frankreich. Bereits als 12-Jähriger kam er zu Olympique Lille, dem er 18 Jahre lang treu blieb und bei dem er schon in der Saison 1940/41 zur Stammelf zählte. Erst als Erwachsener wurde Lechantre in Frankreich naturalisiert. Bis zur Befreiung Ende 1944 unterlag der Spielbetrieb im zur „verbotenen Zone“ (Zone interdite) erklärten Nordfrankreich im Vergleich mit den anderen, von deutschen Truppen besetzten Landesteilen allerdings besonders starken Einschränkungen.
Unmittelbar nach Ende von Weltkrieg und Besetzung gewann er mit diesem Klub auch mehrere nationale Titel in Meisterschaft und Landespokalwettbewerb. In der Mannschaft des inzwischen durch Fusion zum Lille Olympique SC gewordenen Klubs machte der Linksaußen durch seine mit Torgefährlichkeit gepaarte Schnelligkeit, seine „unwiderstehlichen Dribblings“ und seine Flanken und Pässe in den gegnerischen Strafraum auch die Verantwortlichen der französischen Nationalelf auf sich aufmerksam.
In der langen Geschichte des französischen Pokals gibt es nur eine Handvoll Spieler, die an fünf aufeinander folgenden Pokalendspielen teilgenommen und drei davon – ebenfalls in Serie – gewonnen haben. Lechantre gelang dies von 1945 bis 1949, wobei sein erstes und sein letztes Finale jeweils mit einer Niederlage (0:3 bzw. 2:5) gegen Racing Paris endeten. 1949 erzielte er seinen einzigen Endspieltreffer zum zwischenzeitlichen 1:5. 1946 gewann Lechantre mit Lille überdies noch die Meisterschaft der Division 1 und damit auch den Doublé. In der höchst erfolgreichen Mannschaft Lilles während des ersten Nachkriegsjahrzehnts konnten die Trainer George Berry und, ab 1946, André Cheuva auf einen Fundus von Spielern wie Jules Bigot, Jean Baratte, René Bihel, François Bourbotte, Roger Vandooren, Marceau Somerlinck, Joseph Jadrejak, Jacques Grimonpon, Boleslaw Tempowski, etwas später André Strappe, Jean Vincent, Guillaume Bieganski und eben auch Jean Lechantre zurückgreifen. Dieser wurde mit dem OSC von 1948 bis 1951 zudem noch viermal in Folge Vizemeister und bestritt 1951 ein weiteres Endspiel, das Lille um die Coupe Latine gegen den AC Mailand allerdings mit 0:5 verlor.
1952 wechselte Lechantre, dem beim LOSC in Jean Vincent ein junger Konkurrent erwachsen war, ein paar Kilometer weiter zu CO Roubaix-Tourcoing. Dort traf er auf ehemalige OSC-Mitspieler wie Nationaltorwart Julien Darui und Jean Baratte sowie einige weitere namhafte Fußballer (Lazare Gianessi, René Dereuddre, André Simonyi), aber CORT schloss die Spielzeiten zweimal nur als Tabellen-15. ab und musste 1955 als Schlusslicht sogar in die zweite Division absteigen. Der Linksaußen nahm daraufhin das Angebot des AC Cambrai an, als Spielertrainer zu arbeiten.
Vereinsstationen
- Olympique Lillois (1934–1943)
- Équipe Fédérale Lille-Flandres (1943/44)
- Lille Olympique SC (1944–1952)
- Club Olympique Roubaix-Tourcoing (1952–1955)
- Athlétic Club Cambrésien (1955–1959, im Amateurbereich, anfangs als Spielertrainer)

### In der Nationalmannschaft
Jean Lechantre bestritt zwischen Mai 1947 und Dezember 1949 drei A-Länderspiele für Frankreich. Der „außerhalb des Spielfeldes schüchterne und zurückhaltende“ Angreifer debütierte gegen England; sein zweites Länderspiel gegen die Tschechoslowakei folgte erst anderthalb Jahre später. Als die Franzosen kurz danach in Florenz im Entscheidungsspiel um die Qualifikation zur Weltmeisterschaft in Brasilien nach Verlängerung mit 2:3 gegen Jugoslawien unterlagen, kam Lechantre wiederum zum Einsatz. Dieser dritte wurde zugleich Lechantres letzter Auftritt im Trikot der Bleus – gemessen an seinen Fähigkeiten und seinem Palmarès ein „krasser Widerspruch“.

## Trainer
Den Übergang vom Spieler zum Trainer vollzog Lechantre während seiner vier Jahre in Cambrai. 1959 wurde er beim CO Roubaix-Tourcoing Übungsleiter. Es folgten in den 1960er Jahren Tätigkeiten im Amateurbereich, so beim Sporting Club Hazebrouck, im belgischen Ronse und, wieder in Frankreich, beim Iris Club de Lambersart. Schließlich kehrte er in dieser Funktion auch zu seinem ersten Verein zurück: beim OSC Lille war er über viele Jahre für die Junioren- sowie die A- und B-Jugend-Mannschaften verantwortlich.
Seinen Lebensabend verbrachte Jean Lechantre in einer Seniorenwohnanlage in Lille, wo er sich noch regelmäßig mit dem Fußball und seinem Ex-Verein beschäftigte. Dort starb er, einen Tag vor seinem 93. Geburtstag, im Februar 2015.
Auch einer seiner Söhne, Pierre Lechantre, absolvierte eine lange Karriere als Profifußballer, die beim OSC Lille begann, und wurde später – unter anderem von 1999 bis 2001 bei der Nationalmannschaft Kameruns – ebenfalls Trainer.

## Palmarès als Spieler
- Französischer Meister: 1946 (dazu von 1948 bis 1951 viermal Vizemeister)
- Französischer Pokalsieger: 1946, 1947, 1948 (und Finalist 1945, 1949)
- 3 A-Länderspiele (kein Treffer) für Frankreich
- Finalist der Coupe Latine: 1951
- ab 1948 noch 158 Spiele mit 48 Treffern in der Division 1, davon 87/34 für Lille, 71/14 für Roubaix-Tourcoing[10]